# メレアグロスとアタランテ (ヨルダーンス)
『メレアグロスとアタランテ』（西: Meleagro y Atalanta、英: Meleager and Atalanta）は、フランドルのバロック期の画家ヤーコプ・ヨルダーンスが1620-1623年にキャンバス上に油彩で描いた絵画である。主題は、オウィディウスの『変身物語』から採られている「カリュドンのイノシシ狩り」である。作品は最初、1746年にフェリペ5世の妃エリザベッタ・ファルネーゼのコレクションに記録されているが、当初はピーテル・パウル・ルーベンスの『ヴィーナスとアドニス』とされていた。現在は、マドリードのプラド美術館に所蔵されている。

## 作品

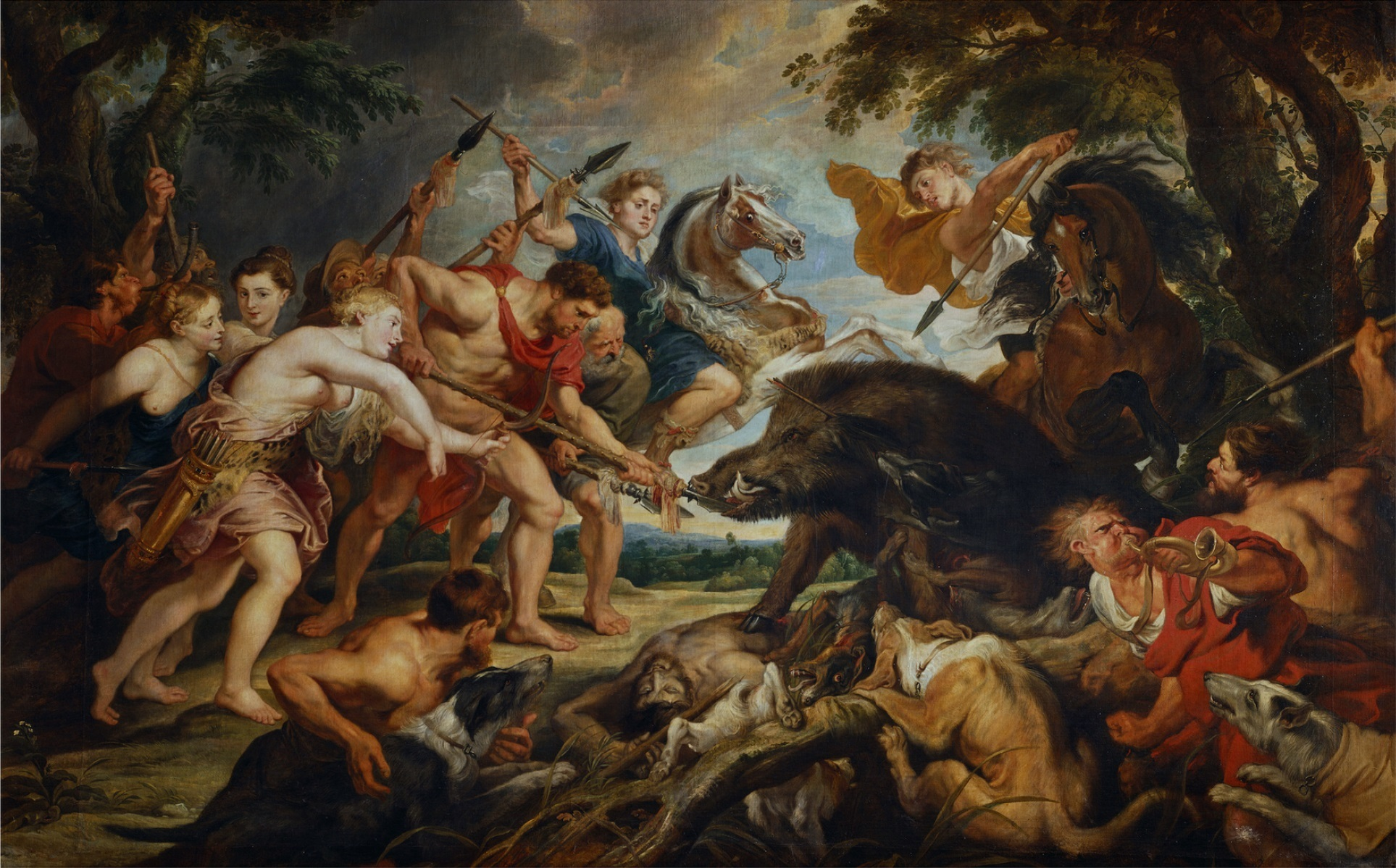
ルーベンス、フランス・スナイデルス、ヤン・ウィルデンス『カリュドンのイノシシ狩り』 (1617-1628年)、美術史美術館、ウィーン

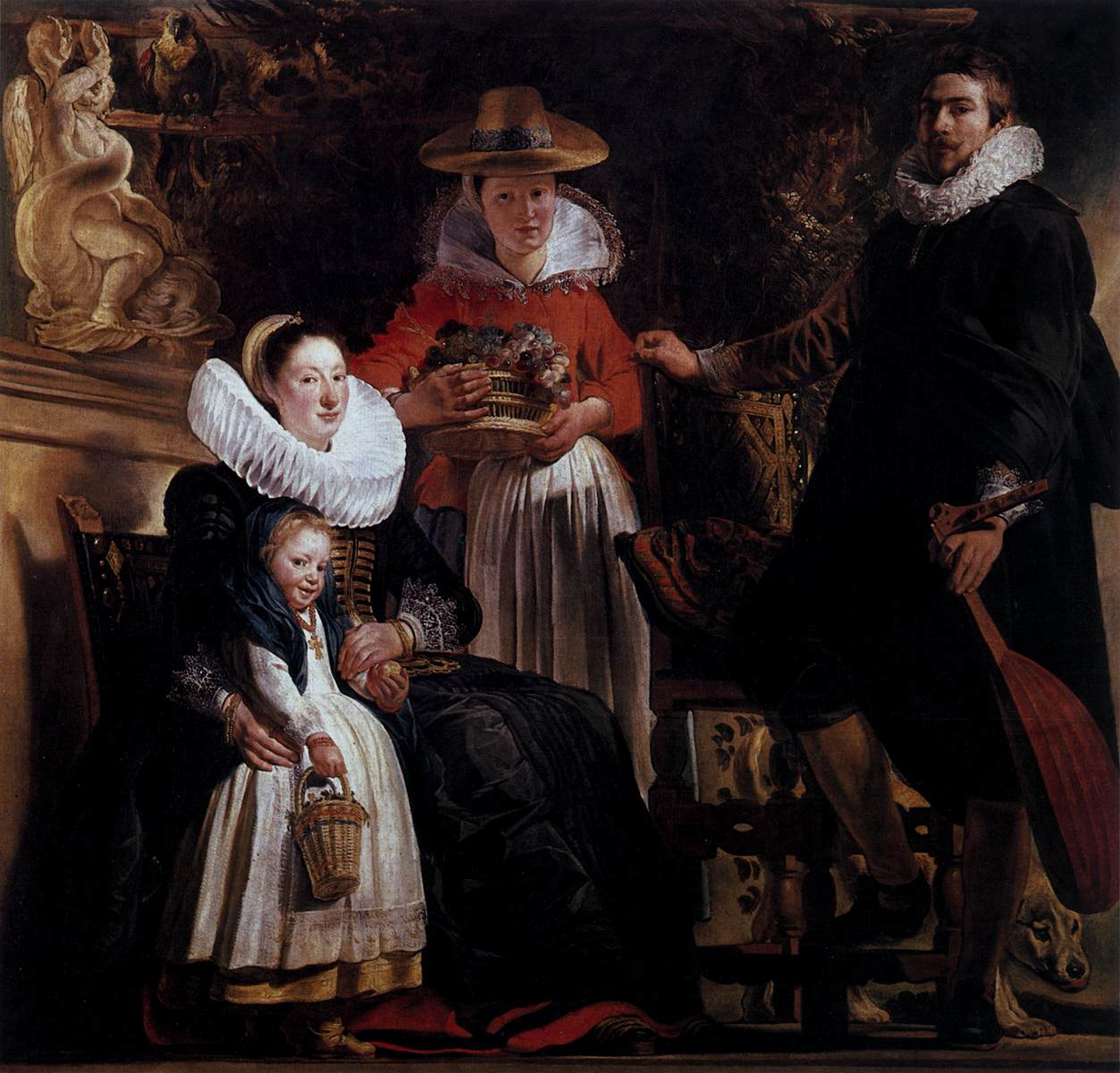
ヨルダーンス『画家の家族』 (1621-1622年)、プラド美術館、マドリード

カリュドンのオイネウス王は狩りの女神アルテミスに生贄を捧げることを怠った。そこで、彼女は罰としてカリュドンに獰猛なイノノシを送る。イノシシは田畑を荒らし、人々を苦しめたため、ギリシア中から女狩人アタランテを含むの勇士が集められ、王の息子メレアグロスとともにイノシシ狩りが行われることになった。褒美はイノシシの頭とその毛皮であった。狩りが始まり、イノシシは猛り狂って突進してきた。しかし、アタランテが果敢に放った矢がイノシシの背に突き刺さり、メレアグロスが動きの鈍ったイノシシに槍を突き刺し、とどめを刺す。
メレアグロスは感謝の印としてイノシシの頭と毛皮をアタランテに贈ったが、このことがほかの狩猟者たちの不満を買うことになる。メレアグロスの叔父たちは手柄は自分たちのものだと主張し、アタランタからイノシシの頭と毛皮を奪った。激怒したメレアグロスは闘って叔父たちの2人をに殺してしまうが、これが自分の兄弟たちを殺されたメレアグロスの母アルタイアの怒りを招く。彼女は大切に隠していた薪を取り出して火にくべ、薪が燃え尽きたとき、メレアグロスは息絶えてしまう。それにより古い預言が成就されることとなった。
本作の画面は明らかに異なる2つの部分に分けられており、それぞれの部分は別の時期に制作されている。右側は、メレアグロスが剣に手をかけ、イノシシの頭を持ち去ろうとする叔父たちを殺めようとするのをアタランテが制止しようとしている場面である。ここに見られる緊張感は、次の瞬間、メレアグロスと叔父たちの間で始まるであろう諍いに起因する。最初に1620年ごろ、ヨルダーンスはこの人物群を描いたが、ルーベンスに影響された力強く堂々とした人物像、そしてキアロスクーロによる光と影の対比は画家の初期の様式と一致している。
一方、画面左側にはメレアグロスに従って狩りに出かける者たちがさまざまなポーズで表されている。馬上の者、半ば跪く者、メレアグロスの叔父たちに向かって手を振り上げて非難する者が見られる。この部分は後から付け足された別のキャンバスに描かれた。より柔らかな光の使用はおそらく、50代前後になった1640-1650年ごろのヨルダーンスの後期の様式に一致している。
作品全体としては、人物像を前景に、水平に配置する形式は古代の浮彫彫刻を想起させる。狩猟の道具や人物の腕の向き、犬の所作などが鑑賞者の視線を主題のほうへ誘導し、構成に躍動感を与える役割を果たしている。
クローズアップされた図像で画面を覆いつくす密度の濃い構図はヨルダーンスの特徴であり、本作同様プラド美術館に所蔵される『画家の家族』においても見られる。また、国際派だったルーベンスやアンソニー・ヴァン・ダイクとは異なり、ほとんど生地を離れず制作したヨルダーンスの画風はフランドルの地方色を色濃く残している。しかし、ルーベンスの晩年にはその代役を務めることも多かったため、両者はよく混同された。本作もスペイン王室の所有となった18世紀にはルーベンスの作品として鑑賞されたようである。